# Брдар, Симо

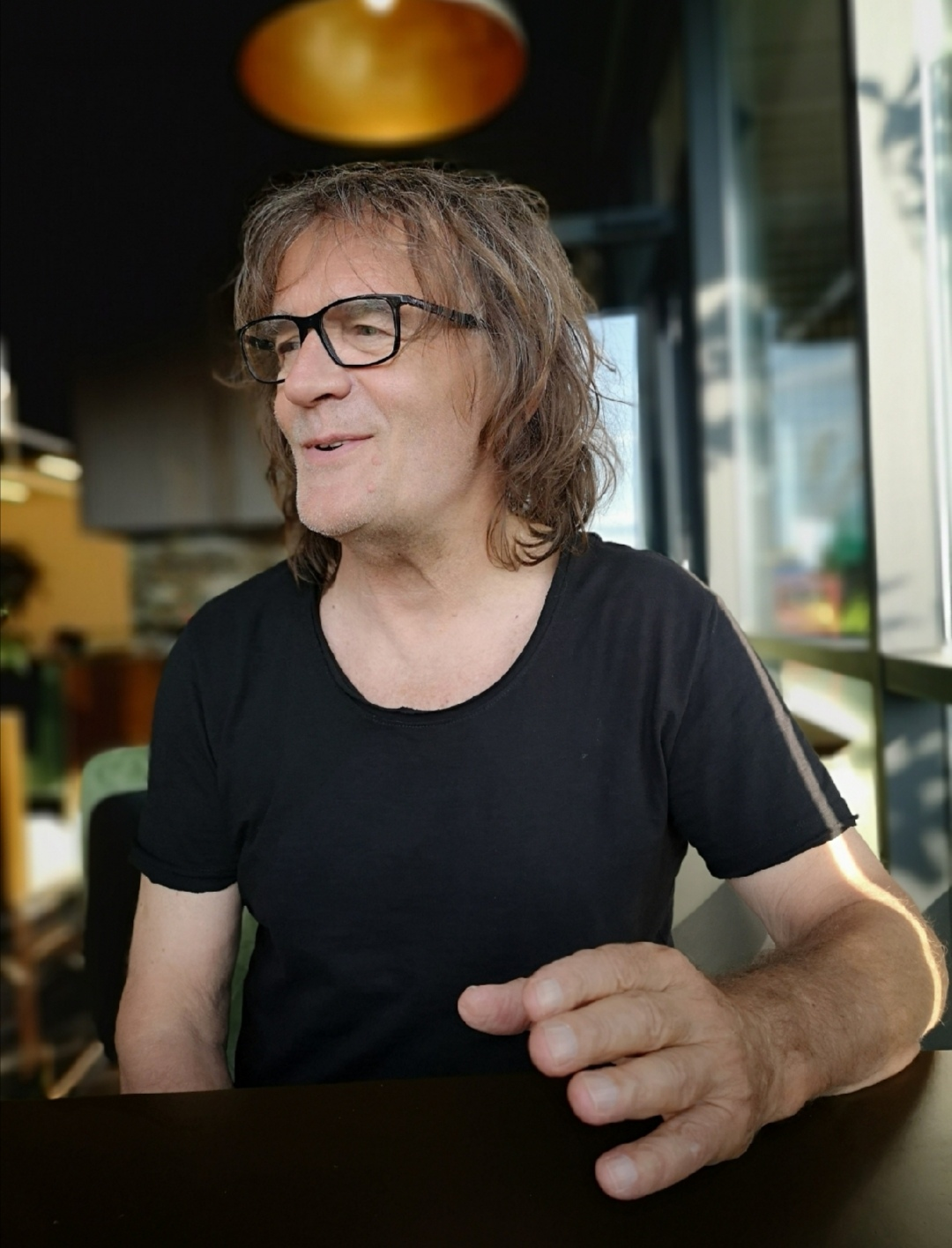

Симо Брдар (род. 31 августа 1947, деревня Горная Драготинья, ФНЮР) — сербский режиссёр, сценарист, писатель, первый директор и куратор мемориального комплекса жертв геноцида Донья Градина, в котором работал на протяжении многих лет. Обладатель более 50 наград международных кинофестивалей, почетный член издательского совета института Ясеновац в Нью Йорке, провозглашен послом доброй воли в Пловдиве, Болгария на фестивале Белфаст в 2011 г.

## Биография
Родился в деревне Гораньа Драготиньа (Горња Драготиња), ныне Республика Сербская, территория Боснии и Герцеговины. Окончил гимназию в г. Приедор и философский факультет в Сараево.
Симо работал заместителем директора в мемориальном комплексе Ясеновац. Во время войны 1991 г., как представитель Боснии и Герцеговины продолжал хранить часть мемориального комплекса — Донью Градину. Этот мемориал основало правительство Республики Сербской, а Симо Брдар сформировал там самостоятельное учреждение, общественную организацию и стал её первым директором. Ему удалось сберечь за годы войны большую часть музейной коллекции мемориального комплекса.
Симо Брдар участвовал в раскопках жертв геноцида, исследовал могильные поля и неизвестные могилы в Донье Градине, приглашал экспертов
Позднее Брдар сам начал снимать фильмы на эту тему, всего об узниках лагеря Донья Градина и свидетельствах преступлений усташей было создано 6 документальных короткометражных фильмов.
По ходатайству Симо Брдара в 2017 на территории русской православной церкви в Бергене был установлен крест с табличкой на трех языках: сербском, норвежском и русском. В память о 75-ти летней годовщине высадки первых югославских узников лагеря в Норвегии.
Симо Брдар в интервью «Русской народной линии» рассказал о нелицеприятной роли, которую сыграла Католическая церковь в Независимом государстве Хорватия. «На выставке подчеркнута роль Ватикана в истреблении сербов, евреев, цыган и антифашистов в Независимом государстве Хорватия», — отметил Симо Брдар. «Ватикан, — продолжил он, — активно поддерживал Независимое государство Хорватия (НГХ)». При непосредственном участии министра внутренних дел НГХ, посла Ватикана в Загребе Джузепе Рамиро Марконе и католического архиепископа Алойзия Степинаца было насильственно окатоличенно около 300 тыс. сербов. Усташеский министр богословия, образования и культуры Миле Будак как-то заявил, что «одну треть сербов нужно вырезать, одну треть перекрестить в католиков, одну треть изгнать». На выставке демонстрируется фотография, на которой запечатлены насильственно окатоличенные сербские мальчики, одетые в усташские военные формы.
«Архиепископ Алойзий Степинац благословил НГХ и истребление (геноцид) сербов, евреев и цыган», — заявил Симо Брдар. «Католическая церковь в Независимом государстве Хорватия сыграла огромную роль в истреблении (геноциде) сербов, евреев и цыган. Историография говорит, что роль Католической церкви в этих событиях была центральной в Независимом государстве Хорватия. Католическая церковь была идейным творцом этого геноцида», — заключил Симо Брдар.

## Фильмография
- 2017 г. «Крест из крови»
- 2016 г. «Преображение»
- 2015 г. «Моштаница»
- 2013 г. «Самарица»
- 2012 г. «У меня не так, как у других»
- 2010 г. «Солнце и колючая проволока»
- 2008 г. «Ритани»
- 2008 г. «Градина»
- 2007 г. «Прозрение»
- 2007 г. «Павлица»
- 2006 г. «Чистая кровь»
- 2006 г. «Кровь и вода»
- 2006 г. «А Бог молчал»
- 2005/2006 г. «У дедушки»
- 2005 г. «Чедо»
- 2004 г. «Хранители»
- 2003 г. «Марьяновичи»
- 2002 г. «Послушание»
- 2001 г. «Йовица и Зорица»
- 1997 г. «Река Сава» сценарист, рассказчик
- 1994 г. телевизионный фильм (три части) «Градина и Ясеновац — города мёртвых» — сценарист
- 1994 г. телевизионный фильм «Пригород мёртвых» — сценарист
- 1991 г. телевизионный фильм «Второе убийство Ясеноваца» РТВ Сербия, Белград — сценарист
- 1991 г. телевизионный фильм «И это Ясеновац» РТВ Сербия, Белград — сценарист[9][10]

## Книги
«Черная ленточка» (Црни уплетњак), «Градина Д» (GradinaD), «Сербы как птицы» (Srbi kao ptice)- подготовил и печатал дневники протоиерея из Дубицы Славко Вуясинович. Книга считается одним из самых значительных произведений об этом крае.

## Княжество Горная Драготинья
Симо Брдар является основателем единственного княжества на Балканах — Горная Драготинья. Автор гимна, герба и установленных традиций, которые сохранились и в наше время. Ежегодно в княжестве устраивают Драготинские вечера, где проходят художественные и этно-выставки, культурная программа, торжественное прохождение по улицам князя и его свиты, провозглашение нового князя, выбор послов разных стран. Проект идеи подразумевал спасение деревни, её возрождение, Симо Брдар хотел вернуть туда людей, привлечь интерес к месту, где родился и долгие годы это удавалось, в дни празднования эта маленькая деревня принимала около 5000 человек. У княжества есть граница, жители, драготинский язык, конституция, герб, знамя, флаг, гвардия.

## Фестиваль Ойкаче
Основатель фестиваля Ойкаче. Ойкача — древнее народное сербское пение. Фестиваль проходит ежегодно 18 августа во время Преображения Господня. У монастыря Моштаница (Республика Сербская) в этот день собиралось до 100 тыс. человек.

## Награды
Наиболее значимые:
Кинофестиваль «Золотой витязь»: фильм «Солнце и колючая проволока» и фильм «Чистая кровь» получили премию Бронзового витязя, а фильм «Крест из крови» — «диплом за лучший иностранный фильм по сохранению традиций и развитию духовно-нравственных ценностей».
«Липовый лист» — кинофестиваля экологического кино в автономном крае Воеводина, Сербия за фильм «Марьяновичи»
Пловдив, Болгария, фестиваль Балфест «Золотая Амфора» за фильм «Кровь и вода»
Фильм «Солнце и колючая проволока» получил 6 наград на международных кинофестивалях. Также как и фильм «Крест из крови» — 6 наград.
2001 г. Золотая медаль города Белграда на фестивале короткометражного документального кино за фильм «Йовица и Зорица»
2015 г. Золотой герб города Козарска Дубица за выдающийся вклад в области науки, культуры и искусства
Золотой герб города Дубицы вручался только 2 раза: герою войны на Балканах 1991—1995 Милану Тепичу (посмертно) и Симо Брдару.
Почетный член издательского совета института Ясенавац в Нью-Йорке.
Посол доброй воли UNICEF.
Фильмы Симо Брдара были показаны и награждены в Иерусалиме, Вене, Осло, Москве, Иркутске, Тамбове, Рязани, Курске, Днепропетровске, Минске, Павлодаре, Париже, Пловдиве, Белграде, Нью-Йорке, Чикаго, Тренте, Стокгольме, Гётеборге, Праге, Севастополе, Мельбурне и других городах Картина «А Бог молчал» была показана в Парламенте Израиля — Кнесете